# Pulakesi II.
Der der Kriegerkaste (kshatriya) angehörende Pulakesi II., auch Pulakeshin II., war in der Zeit von ca. 610 bis 642 Herrscher des Chalukya-Reichs von Vatapi (heute Badami) im Westen Südindiens. Während seiner Herrschaft konnten die Chalukyas weite Teile Nord- und Südindiens unter ihre Kontrolle bringen.